# Bergen Challenger 2 1985
Il Bergen Challenger 2 1985 è stato un torneo di tennis facente parte della categoria ATP Challenger Series nell'ambito dell'ATP Challenger Series 1985. Il torneo si è giocato a Bergen in Norvegia dal 28 ottobre al 3 novembre 1985 su campi in sintetico indoor.

## Vincitori

### Singolare
Peter Lundgren ha battuto in finale  Jan Gunnarsson con il punteggio di 5–7, 7–6, 7–6

### Doppio
George Kalovelonis /  John Letts hanno battuto in finale  Peter Carlsson /  Johan Carlsson con il punteggio di 7–5, 6–3